# Црква Свете Тројице и стара школа у Церовцу
Црква Свете Тројице и стара школа у Церовцу су грађевине које су саграђене у 19. веку. С обзиром да представљају значајну историјску грађевину, проглашени су непокретним културним добром Републике Србије. Налазе се у Церовцу, под заштитом су Регионалног завода за заштиту споменика културе Смедерево.

## Историја
По предању церовачка црква брвнара је подигнута 1822. године на месту где се налазио збег народа у Првом српском устанку. Црква је једнобродна грађевина са полукружном олтарском апсидом у ширини наоса на источној страни и малим бочним конхама накнадно дозиданим. Изворни изглед цркве брвнаре је промењен када су зидови од талпи споља обзидани циглом и омалтерисани, а изнутра у више слојева малтерисани преко летвица закуцаних у талпе. Наос цркве је продужен додавањем западног травеја и засведен полуобличастим сводом. За часну трпезу у олтару је употребљен надгробни споменик. Приложнички записи на вратима сведоче о једној од обнова храма из 1860. године. Висока олтарска преграда резбарена и позлаћена носи иконе Димитрија Посниковића из друге половине 19. века, а на јужном зиду наоса се налази спомен плоча постављена 1922. године са именима церовчана погинулих у ратовима 1912—1919. године. Поред цркве се налазе стара школа и дрвена звонара, споља обзидана циглом. Стара школа представља адаптирану црквену кућу са сачуваном старом оџаклијом. Као школа служила је у периоду од 1840. до 1860. године. Грађена је у бондручном систему са испуном од чатме на темељима од камена. Правоугаоне је основе са централно постављеним тремом из кога се улази у једну велику просторију и две мање бочне. У порти цркве се налази и већи број гробова међу којима су најстарији из 1825. и 1826. године. У централни регистар су уписани 20. марта 2020. под бројем СК 2235, а у регистар Регионалног завода за заштиту споменика културе Смедерево 6. марта 2020. под бројем СК 128.